# Antônia de Esmirna
Antônia (50 a.C. — ?) foi um filha de Marco Antônio e Antônia Híbrida Menor.
Quando no início de maio de 44 a.C., cerca de um mês e meio após o assassinato de Júlio César, seu herdeiro principal Augusto entrou em Roma para assumir o poder, Marco Antônio o declarou imediatamente seu concorrente. Embora Marco Antônio como líder cesariano e cônsul tivesse muito mais poder que Augusto, procurou reforçar seu poder mediante uma ligação com o mestre da cavalaria (magister equitum) Marco Emílio Lépido. Nomeou assim Lépido, aproximadamente no fim de maio de 44 a.C., pontífice máximo (pontifex maximus) e declarou sua jovem filha Antônia noiva de um dos filhos de Lépido, Marco Emílio Lépido Menor.
Theodor Mommsen identificou Antônia com a esposa de mesmo nome do asiático Pitódoro de Trales, que foi mãe de Pitodoris, mulher de Polemão I do Ponto. Portanto, o noivado com o filho de Lépido teria sido desfeito. A teoria de Mommsen não é aceita com unanimidade. Por exemplo, o historiador da antiguidade Christian Marek não acredita nesta identificação.